# آی‌اواس ۶
آی‌اواس ۶ (به انگلیسی: iOS 6) یکی از نسخه‌های سیستم عامل تلفن همراه آی‌اواس است که توسط شرکت اپل توسعه داده شده‌است. این نسخه جایگزین آی‌اواس ۵ شده‌است. این سیستم عامل، نسبت به آی‌اواس ۵ سریع‌تر و پایدارتر است.
آی او اس ۶ در زمان تولید، آخرین نسل از سیستم عامل پیرو طراحی اسکیومورفیسم در آیفون بود و از آی او اس ۷ به بعد طراحی گرافیکی این سیستم عامل دچار تحول اساسی شد.